# Kamehameha V
Kamehameha V, voluit Lota Kapuāiwa Kalanimakua Aliʻiōlani Kalanikupuapaʻīkalaninui (Honolulu, 11 december 1830 – Honolulu, 11 december 1872) en ook wel bekend als  'de Bachelor Koning', was van 1863 tot en met zijn dood in 1872 koning van Hawaii. Hij was de opvolger van Kamehameha IV en daarmee de vijfde koning die regeerde over geheel Hawaii.

## Leven vóór de troon
Kamehameha was de zoon van Kina'u en Mataio Kekūanaōʻa. Kina'u was de dochter van Kamehameha I die de eilanden van het koninkrijk Hawaii verenigde en over deze gebieden heerste als de eerste koning van geheel Hawaii. Kekūanaōʻa was gouverneur van Oahu. Kamehameha had drie broers en één zus, Victoria Kamāmalu. Twee van zijn broers, David Kamehameha en Moses Kekūāiwa, overleden al jong. De derde broer zou de latere Kamehameha IV van Hawaï worden. Prins Lot, zoals Kamehameha V in deze periode bekend stond, zou grotendeels opgevoed worden door zijn tante Harrieta Keōpūolani Nāhiʻenaʻena, een halfzus van zijn moeder Kina'u en tevens een dochter van Kamehameha I.
Koning Kamehameha III had twee Amerikaanse missionarissen een school voor koningskinderen laten oprichten. Een opvallende keuze, aangezien Amerikanen uiteindelijk koningin Liliuokalani, een opvolgster van Kamehameha, zouden afzetten. Op deze school, waar Lot als kind onderwijs volgde, trof hij ook Bernice Pauahi Pākī. Pauahi en Lot waren van kinds af aan, aan elkaar beloofd. Prinses Pauahi werd echter verliefd op Charles Reed Bishop, een Amerikaan. Hierop besloot Lot haar vrij te laten om met Bishop te trouwen. Lot zou zelf nooit trouwen en kwam bekend te staan als de vrijgezelle koning.
In 1844 wees koning Kamehameha III een aantal mogelijke opvolgers aan, waaronder Lot. De koning had Lot daarnaast in gedachten voor het gouverneurschap van Maui. Lot was op dat moment nog maar 14 jaar en zou deze taak nooit vervullen. Voordat hij echter koning werd zou hij wel enkele bestuurlijke taken op zich nemen, zoals het ministerschap van Binnenlandse Zaken. Voordat hij deze taken oppakte, zou hij echter met zijn broer Alexander Liholiho, de latere Kamehameha IV, een rondreis maken in Frankrijk, Engeland en de Verenigde Staten.
In 1855 werd Kamehameha IV koning nadat zijn adoptief vader Kamehameha III stierf. Hoewel Lot aangewezen was als een van zijn mogelijke opvolgers, was de opvolging geen vaststaand feit. Kamehameha IV was namelijk getrouwd met Emma van Hawaï. Zij hadden samen een kind gekregen, dat echter al op jonge leeftijd stierf. Kamehameha IV volgde al snel, waarschijnlijk door heftige astma die wellicht verergerd werd door de rouw om zijn kind. Hij was pas 29 jaar oud. Toen koningin Emma ook niet zwanger bleek, volgde Lot hem op als Kamehameha V op 30 november 1863.

## Koningschap
Kamehameha V werd anders geïnaugureerd dan zijn broer en voorganger. Hij zwoer, in tegenstelling tot Kamehameha IV, niet om de grondwet die in 1852 was aangenomen te borgen. Dit zou tekenend zijn voor zijn omgang met de grondwet. Hij probeerde in 1864 al om deze aan te passen, vergrootte zijn eigen macht en die van het kabinet en perkte het kiesrecht in door bezitsvereisten toe te voegen. Dit leidde tot grote onvrede, hetgeen logisch is in het licht van Revolutiejaar 1848. In heel Europa werden liberalere grondwetten aangenomen. Kamehameha V probeerde daarentegen zijn macht absolutistischer te  maken. De reden dat deze onvrede niet omsloeg in acties tegen de koning, was de loyaliteit die de Hawaiianen hadden richting de Kamehamehaanse dynastie.

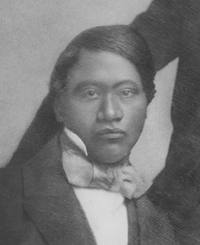
Prins Lot tijdens zijn reis door Europa en Amerika.

### Economie
In het midden van de 19e eeuw, begint de economie te veranderen. Onder Kamehameha III was de walvisvangst een grote inkomstenbron. Dit was niet meer het geval tegen de tijd dat Kamehameha V de troon besteeg. De economie was meer gefocust geraakt op het verbouwen van suiker. Deze ommekeer zette zich door onder Kamehameha IV en V. De Amerikaanse zakenmannen die deze suikerindustrie in handen zouden krijgen richting het eind van de 19e eeuw, zouden uiteindelijk de laatste koningin, Liliuokalani afzetten.
Een groot probleem voor de economische groei was het tekort aan arbeiders. Er waren in de 19e eeuw een drietal volkstellingen en het aantal oorspronkelijke Hawaiianen daalde gestaag. Deze daling zette zich waarschijnlijk door tot kort na het overlijden van Kamehanemeha V. Een lepra-epidemie hielp hier niet aan mee. Kamehameha richtte een ziekenhuis op om de epidemie uit te doen doven. Daarnaast trok de koning Chinese en Japanse arbeiders aan die de Hawaaiiaanse industrie konden ondersteunen.

## Overlijden en opvolging
Kamehameha V werd in zijn latere jaren zodanig obees dat hij amper nog kon staan en bijna volledig aan huis gebonden was. Hij kreeg problemen met zijn longen en ademhaling en het werd al snel duidelijk dat hij zonder opvolger zou sterven. Zijn zus Victoria Kamāmalu was in zijn eerdere koningschap de beoogde opvolger geweest, maar was in 1866 gestorven. De koning liet Bernice Pauahi Pākī komen en vroeg haar zijn opvolger te worden. Ze weigerde. Koning Emma, de echtgenote van zijn overleden broer, had al eerder geweigerd. De koning zag geen mogelijke opvolgers meer en stierf - op zijn verjaardag - zonder opvolger, een horrorbeeld voor de regering, die vreesde dat de Amerikanen op die manier een stevigere greep op Hawaii zou krijgen.